# Équipe de Taïwan féminine de hockey sur glace
Cet article traite de l'équipe féminine. Pour l'équipe masculine, voir Équipe de Taïwan de hockey sur glace.
L'équipe de Taïwan féminine de hockey sur glace est la sélection nationale de Taïwan regroupant les meilleures joueuses taïwanaises de hockey sur glace. L'équipe est sous la tutelle de la Fédération taïwanaise de hockey sur glace, membre de la Fédération internationale de hockey sur glace (IIHF) depuis 1983. Taïwan est classé 30e sur 42 équipes au classement IIHF 2021 .

## Résultats

### Jeux olympiques
L'équipe féminine de Taïwan n'a jamais participé aux Jeux olympiques.
- 2022 — Non qualifié

### Championnats du monde
Taïwan participe au Championnat du monde pour la première lors de l'édition 2017.
- 1990-2016 — Ne participe pas
- 2017 — Trente-troisième (1er de Qualification pour la Division IIB)
- 2018 — Vingt-neuvième (2e de Division IIB)[3]
- 2019 — Vingt-neuvième (1re de Division IIB)
- 2020 — Pas de compétition en raison de la pandémie de coronavirus[4]
- 2021 — Pas de compétition en raison de la pandémie de coronavirus [5].
- 2022 — Vingt-cinquième (4e de Division IIA)

Note :  Promue ;  Reléguée

### Challenge d'Asie
- 2010-2012 — Ne participe pas
- 2014 — Ne participe pas
- 2015 — 1er de la Division I
- 2016 — 1er de la Division I
- 2017 — Ne participe pas

### Classement mondial
| Année      | Rang       | Points     | Progression |
| ---------- | ---------- | ---------- | ----------- |
| 2003-2016  | Non classé | Non classé | Non classé  |
| 2017       | 37         | 480        | -           |
| Fév. 2018  | 38         | 480        | ±0          |
| Avril 2018 | 37         | 940        | +1          |
| 2019       | 33         | 1 235      | +4          |
| 2020       | 30         | 1 410      | +3          |
| 2021       | 30         | 1 400      | ±0          |

## Équipe moins de 18 ans

### Championnat du monde moins de 18 ans
- 2008-2018 — Ne participe pas
- 2019 — 3e de la Qualification pour la Division IB
- 2020 — 1re de Division IIA
- 2021 — Pas de compétition en raison de la pandémie de coronavirus